# Lola Gallardo
Dolores Gallardo Núñez (Sevilla, 10 de junio de 1993), conocida como Lola Gallardo, es una futbolista española que juega como guardameta en el Atlético de Madrid de la Primera División de España. Formada en el Sevilla F. C., desde 2012 juega en el Club Atlético de Madrid, con el que ha ganado 3 ligas y dos Copas de la Reina. Con el Olympique de Lyon ha ganado una Liga de Campeones. Desde 2013 juega en la selección absoluta de España.

## Trayectoria

### Sevilla F. C.
Lola empezó a jugar en el Mairena del Aljarafe C. F. en el año 2003 en la categoría de alevines mixtos. Fue seleccionada entre cientos de niños por Paco Cejudo y José Luis para jugar de centrocampista, pero una lesión del portero titular en un entrenamiento hace que su entrenador, Javier García Brizzolis, la coloque en la portería tras solicitud de la jugadora. De gran desparpajo bajo los palos y con constantes órdenes a sus compañeros en el campo comenzó su carrera como guardameta. Pasó cinco años en el club jugando con niños y fue su entrenador quien en acuerdo con sus padres decidieron que era momento de dar el salto a un equipo femenino. El Sevilla F. C. ya se había interesado con anterioridad en Lola y la buena relación entre Brizzolis y Fidalgo, entrenador del club sevillista, permitió su incorporación a sus categorías formativas. Militando con el Mairena debutó en las categorías inferiores de la selección andaluza.
En la temporada 2008-09 el Sevilla Fútbol Club se desvincula del C. D. Híspalis y crea un nuevo equipo femenino, ya dentro de la estructura del club, que empieza a competir desde la categoría más baja, la Provincial, donde lograron el ascenso a Primera Nacional, segunda categoría del fútbol español femenino.
Sin embargo la temporada 2009-10 se produjo una ampliación de la Superliga, primera división, y el Sevilla F. C. fue invitado junto a otros clubes para su disputa. En la primera fase el club hispalense quedó encuadrado en el grupo "C" y finalizó en quinta posición de siete participantes por lo que quedó fura de la lucha por el título. En la segunda fase finalizó segundo de siete participantes logrando plaza para la Copa de la Reina, en la que fueron eliminadas en octavos de final. Este año Lola fue elegida en el Once Femenino Fútbol Draft como una de las mejores promesas del fútbol español.
En la temporada 2010-11 el Sevilla F. C. finalizó cuarto del grupo "C" y de nuevo quedó fuera de la lucha por el título, y cerró el año quinto de siete equipos en la segunda fase. Para la temporada 2011-12 se cambió el formato de la competición a un grupo único de 18 equipos, a semejanza de la competición masculina y con el resultado cosechado en el campeonato el Sevilla F. C. descendió a Segunda División.

### Sporting de Huelva
Tras el descenso del sevillista, el 20 de junio de 2011 y con 18 años, Lola fichó por el Sporting Club de Huelva, con el que finalizó en octava posición del campeonato. Lola fue la quinta guardameta menos goleada de la liga tras encajar 43 goles en 32 partidos.

### Atlético de Madrid

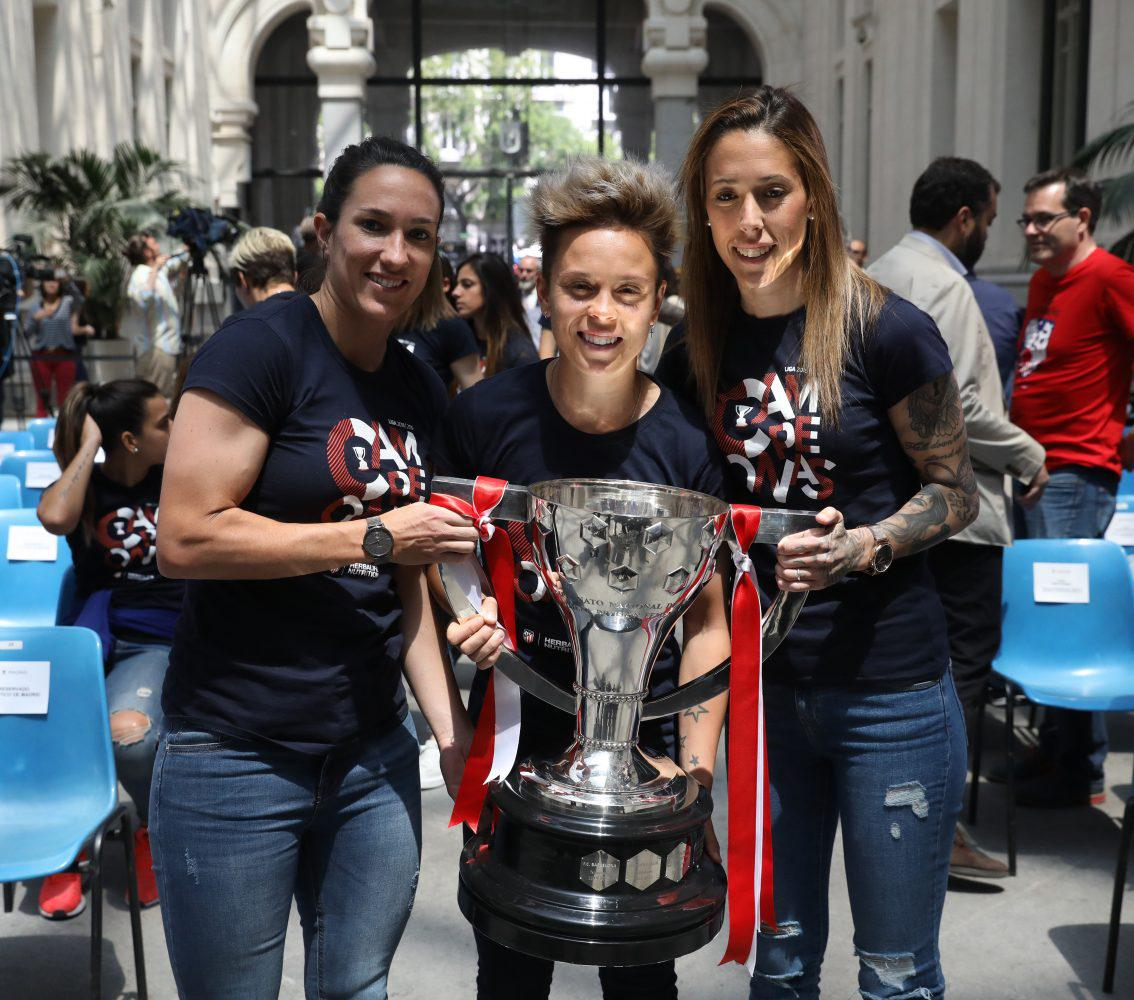
Lola junto a Silvia Meseguer y Amanda Sampedro con la copa de la Liga obtenida en propiedad en 2019

En el año 2012 fichó por el Club Atlético de Madrid. Su debut en partido de liga se produjo el 4 de septiembre de ante el Club Esportiu Sant Gabriel con una victoria por dos tantos a cero.
En la temporada 2012-13 el Atlético terminó en tercera posición de la Liga y cayó en la semifinales de la Copa de la Reina ante el Fútbol Club Barcelona. Lola fue seleccionada por segunda vez en el Once de Oro del Fútbol Draft 2013 reafirmándose como una de las mejores promesas. Misma posición en liga repitieron la temporada siguiente, y en la Copa de la Reina fueron eliminadas en cuartos de final por el Rayo Vallecano de Madrid. En el apartado particular fue la séptima guardameta menos goleada al encajar 29 goles en 26 partidos.
En el año 2014 Lola fue nombrada como una de las tres capitanas del equipo junto a Amanda Sampedro y Silvia Meseguer. El 26 de abril de 2015 el club logró por primera vez la clasificación para la Liga de Campeones Femenina de la UEFA al quedar subcampeonas de liga. Lola fue la segunda mejor guardameta del campeonato tras recibir 16 goles en 1980 minutos repartidos en 27 encuentros. En la Copa de la Reina el Atlético fue eliminado en semifinales por su exequipo, el Sporting Club de Huelva.
En la temporada 2015-16 debutó en Liga de Campeones eliminando al Zorky Krasnogorsk en dieciseisavos de final. Sin embargo fueron eliminadas en octavos ante el Olympique Lyonnais, uno de los mejores equipos de Europa y a la postre campeón del torneo. En Liga quedaron terceras, si bien la mayor alegría fue el título logrado en la Copa de la Reina 2016 al derrotar por 3-2 al F. C. Barcelona, conquistando así su primer torneo.
La temporada 2016-17 continuó con el gran trabajo de temporadas anteriores y se proclamaron campeonas de Liga. Fue la tercera portera menos goleada con 13 goles encajados en 23 partidos. También fue subcampeona de Copa, no pudiendo revalidar el título, al caer en la final ante el F. C. Barcelona. 
En la temporada 2017-18 el equipo fue eliminado en dieciseisavos de final de la Liga de Campeones por el VfL Wolfsburg, a la postre subcampeón, y repitió título en la Liga y de nuevo como segunda portera menos goleada (15 goles en 25 partidos). En la Copa de la Reina nuevamente el F. C. Barcelona les privó del título con un gol en el último minuto de la prórroga.
En la temporada 2018-19 vuelve a ser titular durante la temporada, y ganó su tercera Liga el 5 de mayo de 2019, siendo la segunda portera menos goleada del campeonato, tras Sandra Paños. Disputó una nueva final de la Copa de la Reina, en la quefueron subcampeonas tras perder por 2-1 ante la Real Sociedad, en un encuentro en el que tiene un error al blocar un balón que se convirtió en el gol del empate del conjunto guipuzcoano, y por el que pidió perdón en redes sociales tras el encuentro al verse profundamente afectada. Fue apoyada por la capitana del equipo Amanda Sampedro, quien la defendió de las críticas y declaró que Lola Gallardo es emblema del Atlético y les ha regalado ligas.
En 2019 el Atlético de Madrid fichó a la portera neerlandesa Sari van Veenendaal y alternaron titularidad durante la temporada. Gallardo jugaba los partidos de liga y Van Veenendaal jugaba los de Champions League, hasta que Gallardo se lesionó en la mano en un entrenamiento tras una goleada recibida en campo del rival al título, el F.C. Barcelona por 6-1. Después de recuperarse de la lesión volvió a compartir titularidad con Van Veenendaal, jugando 11 de los partidos de liga, de los que concluyó sin recibir goles en 6 de ellos hasta que la liga se suspendió con motivo de la pandemia del Covid-19, quedando subcampeona de liga. También jugó la semifinal de la primera Supercopa, en la que perdieron ante el Barcelona por 3-2. El 23 de junio de 2020 se hizo público que Lola Gallardo no continuaba en el Atlético de Madrid tras no aceptar la oferta de renovación del club. Lola Gallardo estuvo ocho temporadas en el Atlético de Madrid y fue una de las jugadoras que más partidos disputó con el equipo. Al haber disputado más de 100 partidos desde la integración del equipo en el club le colocarán una placa conmemorativa cuando la situación sanitaria lo permita.

### Olympique de Lyon
El 1 de julio de 2020 se hizo oficial su fichaje por el Olympique de Lyon, vigente campeón de Europa. Tras disputar un partido amistoso con el club francés dejó de ser convocada debido a que dio positivo por Covid-19. Ya recuperada formó parte de la convocatoria del equipo para la Liga de Campeones, en la que se proclamaron campeonas tras vencer en la final al Wolfsburgo. Pasó la temporada a la sombra de Sarah Bouhaddi, que inicialmente no iba a continuar en el equipo para jugar en Estados Unidos, pero finalmente dio marcha atrás. Sin los minutos esperados y siendo subcampeonas de Liga y Copa, Gallardo decidió no seguir en el equipo francés.

### Vuelta al Atlético de Madrid
El 16 de agosto de 2021 se anunció oficialmente su regreso al club madrileño, firmando un contrato por dos temporadas. Durante la temporada 2021-22 alternó la portería con Hedvig Lindahl. En enero de 2022 se instaló la placa conmemorativa en el paseo de las leyendas del club, que acredita haber jugado más de 100 partidos en el Atlético de Madrid. Tras disputar la semifinal de la Supercopa fue suplente en la final, en la que perdieron por 7-0. A partir de dicho partido fue titular en liga excepto en un encuentro. Acabaron la temporada en cuarta posición a un punto de la tercera plaza que daba el último cupo para disputar la Liga de Campeones. En la Copa de la Reina fue suplente y el equipo cayó en octavos de final ante el Sporting de Huelva.
En la temporada 2022-23 recuperó los galones de capitana, sustituyendo a Amanda Sampedro, que dejó el club esa temporada. El equipo no fue regular durante la temporada y cambió de técnico, acabando en cuarta posición en liga. En la Copa de la Reina se clasificaron de forma sólida para la final, en la que se enfrentaron al Real Madrid en el Estadio de Butarque de Leganés y fue titular. El equipo ganó el trofeo en la tanda de penaltis, en las que Lola Gallardo detuvo dos lanzamientos, tras remontar un 2-0 adverso en el tiempo de descuento.
En la temporada 2023-24 el equipo se mantuvo en la zona objetivo durante la primera vuelta, con solidez defensiva y una buena racha goleadora de Sheila Guijarro. En el mes de enero cayeron eliminadas en la semifinal de la Supercopa y en el mes de febrero tuvieron varios duelos directos en liga en los que no se obtuvieron buenos resultados y se distanciaron de los puestos de cabeza. Tras la eliminación de Copa den semifinales y un mal resultado liguero Manolo Cano fue destituido y lo sustituyó el entrenador del segundo filial Arturo Ruiz. Con el cambio encadenaron varias victorias consecutivas y fue elegida mejor jugadora del equipo del mes de mayo. Finalmente lograron el objetivo de clasificarse para la Liga de Campeones tras ser terceras en liga. Lola Gallardo logró el trofeo Zamora como portera menos goleada del campeonato.
En la temporada 2024-25 continuó con rendimiento muy constante en la portería rojiblanco, con 15 encuentros sin encajar gol de los 27 partidos de liga que disputó. Fue segunda en el Trofeo Zamora, sólo superada por la cancerbera blaugrana Cata Coll. El Atlético de Madrid, dirigido este año por Víctor Martín, se clasificó para la Liga de Campeones en la última jornada y alcanzó la final de la Copa de la Reina, aunque cayó en la ronda previa de la competición europea y en la semifinal de la Supercopa.

## Selección

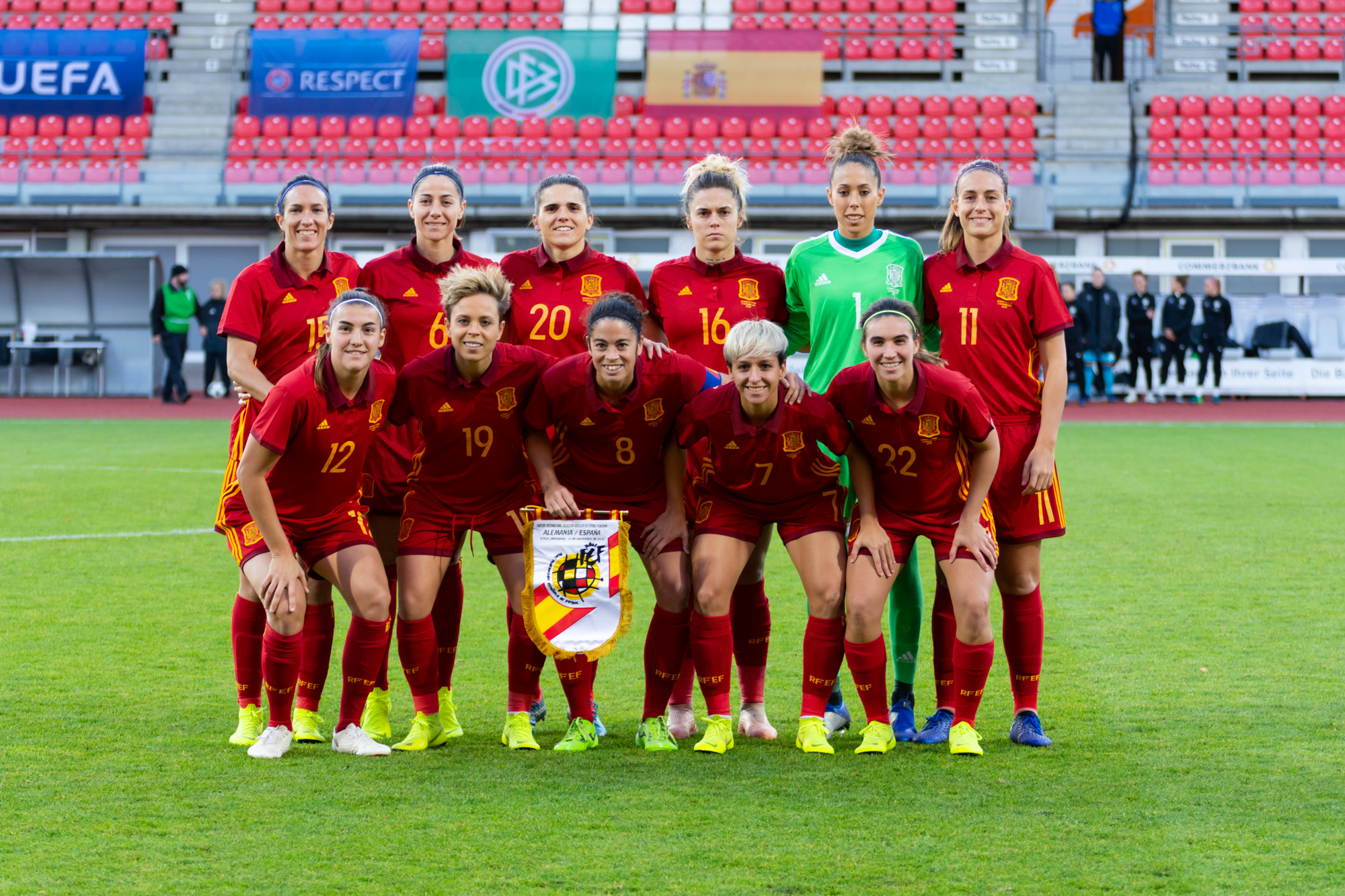
Lola con la Selección en 2018

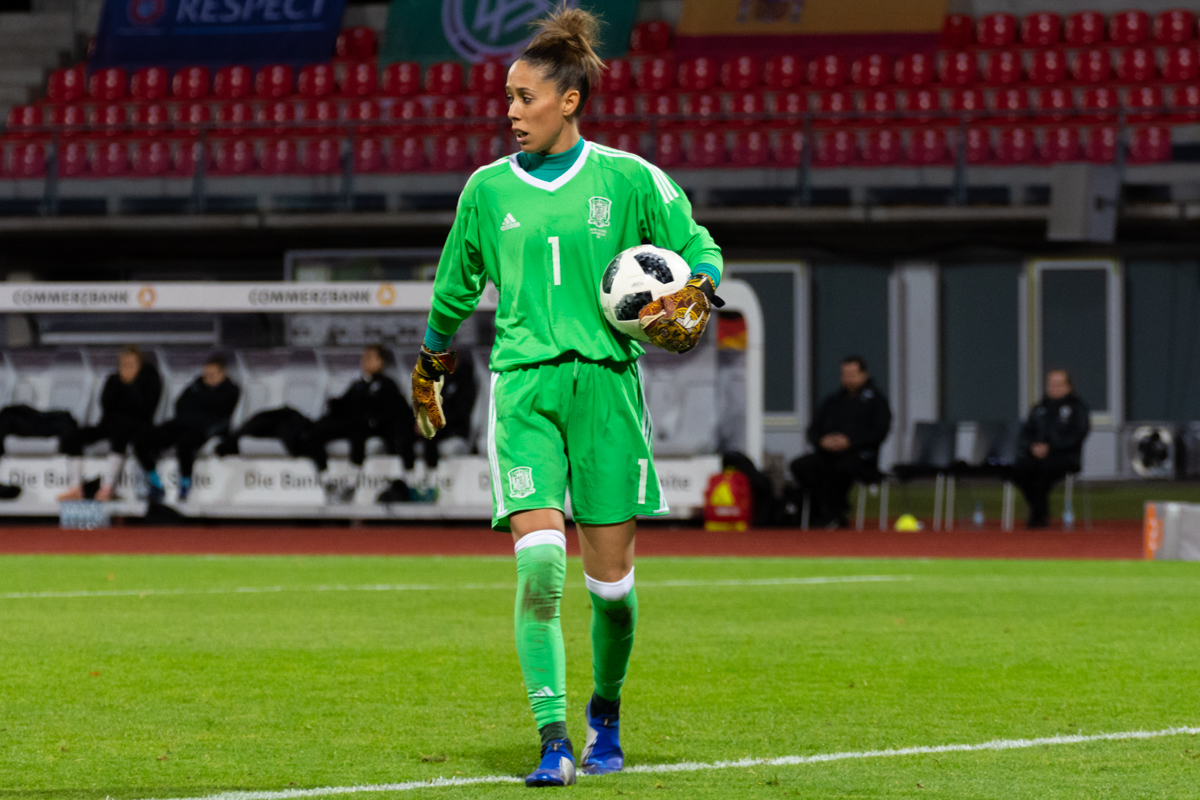
Lola con la Selección en 2018

### Categorías inferiores
Fue convocada con la Selección Sub-17 en mayo de 2009.
En junio de 2010 disputó el Campeonato Europeo Femenino Sub-17 de la UEFA 2009-10 donde España resultó campeona tras vencer a Irlanda en la final por penaltis. Lola detuvo los lanzamientos de Rianna Jarrett y Jessica Gleeson. En septiembre del mismo año disputó la Copa Mundial Femenina de Fútbol Sub-17 de 2010 en la que España quedó tercera y Lola fue nombrada mejor portera.
Lola participó en 2012 en la fase final del  Campeonato Europeo Femenino Sub-19 donde no encajó ningún gol hasta llegar a la final, en la cual España fue derrotada por 1 a 0 por Suecia en la prórroga.

### Debut e inicios
Debutó con la selección absoluta el 12 de febrero de 2013 en el encuentro amistoso que enfrentó a España con Dinamarca y que terminó con empate sin goles. Ese mismo año fue convocada en la lista de España para la Eurocopa Femenina 2013 como una de las reservas de la guardameta titular Ainhoa Tirapu.
En 2015 fue convocada para disputar la Copa Mundial Femenina de Fútbol de 2015, donde de nuevo fue suplente de Ainhoa Tirapu.

### Eurocopa de 2017 y Mundial de 2019
Entre 2015 y 2016 disputó 6 de los 8 encuentros de la fase de clasificación de la Eurocopa Femenina 2017. En 2017 formó parte de la convocatoria de España para la Eurocopa Femenina 2017, siendo suplente de Sandra Paños. 
En 2018 ganó la Copa de Chipre y fue titular en 3 de los 4 partidos del torneo, incluyendo la final También participó en la clasificación de España para el Mundial Francia de 2019, disputando 5 partidos de los 8 que componían la fase de clasificación. El 20 de mayo de 2019 fue incluida en la lista de jugadoras de Jorge Vilda para el Mundial, en el que fue suplente de Sandra Paños y no dispuso de minutos.

### Eurocopa de 2022
Tras el Mundial Paños se asentó como guardameta titular, aunque en algunos partidos Lola Gallardo pudo jugar, como en varios amistosos, en dos partidos de la Clasificación para la Eurocopa y dos partidos de la clasificación para el Mundial de 2023.
Fue convocada en la primera lista de seleccionadas para la Eurocopa de 2022. El 27 de junio formó parte de la convocatoria final para disputar la Eurocopa. Durante la Eurocopa, en la que España alcanzó los cuartos de final, Sandra Paños fue la portera titular, y Lola Gallardo no disputó ningún minuto.

## Estadísticas

### Clubes
Actualizado al último partido jugado el 7 de junio de 2025.
| Sevilla F. C. · España | Prov.         | 2008-09       | ?    | ?    | -   | -   | - | -  |       |       |      |
| Sevilla F. C. · España | 1.ª           | 2009-10       | 10   | 14   | 2?  | 7?  | - | -  | 10-12 | 14-21 |      |
| Sevilla F. C. · España | 1.ª           | 2010-11       | 11   | 18   | -   | -   | - | -  | 11    | 18    | 1.63 |
| Sevilla F. C. · España | Total club    | Total club    | 21+  | 32   |     |     |   |    | 21+   | 32+   |      |
| Sporting de Huelva · España | 1.ª           | 2011-12       | 32   | 43   | -   | -   | - | -  | 32    | 43    | 1.43 |
| Sporting de Huelva · España | Total club    | Total club    | 32   | 43   | -   | -   | - | -  | 32    | 43    | 1.43 |
| Atlético de Madrid · España | 1.ª           | 2012-13       | 26   | 18   | 4   | 6   | - | -  | 30    | 24    | 0.80 |
| Atlético de Madrid · España | 1.ª           | 2013-14       | 25   | 29   | 2   | 0   | - | -  | 27    | 29    | 1.12 |
| Atlético de Madrid · España | 1.ª           | 2014-15       | 27   | 18   | 2   | 2   | - | -  | 29    | 20    | 0.69 |
| Atlético de Madrid · España | 1.ª           | 2015-16       | 22   | 18   | 3   | 3   | 3 | 9  | 28    | 30    | 1.07 |
| Atlético de Madrid · España | 1.ª           | 2016-17       | 24   | 13   | 3   | 4   | - | -  | 27    | 17    | 0.61 |
| Atlético de Madrid · España | 1.ª           | 2017-18       | 26   | 16   | 4   | 3   | 1 | 3  | 31    | 22    | 0.71 |
| Atlético de Madrid · España | 1.ª           | 2018-19       | 30   | 18   | 3   | 2   | 4 | 11 | 37    | 31    | 0.84 |
| Atlético de Madrid · España | 1.ª           | 2019-20       | 11   | 11   | 1   | 3   | - | -  | 12    | 14    | 1.17 |
| Olympique de Lyon Francia | 1.ª           | 2020-21       | 3    | 1    | 1   | 0   | 0 | 0  | 4     | 1     | 0.25 |
| Olympique de Lyon Francia | Total club    | Total club    | 3    | 1    | 1   | 0   |   |    | 4     | 1     | 0.25 |
| Atlético de Madrid · España | 1.ª           | 2021-22       | 22   | 22   | 1   | 2   | - | -  | 23    | 24    | 1.04 |
| Atlético de Madrid · España | 1.ª           | 2022-23       | 29   | 34   | 4   | 2   | - | -  | 33    | 36    | 1.09 |
| Atlético de Madrid · España | 1.ª           | 2023-24       | 27   | 21   | 4   | 7   | - | -  | 31    | 28    | 0.90 |
| Atlético de Madrid · España | 1.ª           | 2024-25       | 27   | 23   | 4   | 4   | 1 | 2  | 32    | 29    | 0.89 |
| Atlético de Madrid · España | Total club    | Total club    | 296  | 241  | 35  | 38  | 9 | 25 | 340   | 304   | 0.90 |
| Total carrera | Total carrera | Total carrera | 352+ | 317+ | 35+ | 36+ | 9 | 25 | 397+  | 380+  | 0.96 |
| (1) Incluye datos de Copa de la Reina (2008-act) y Supercopa de España. (2) Incluye datos de Liga de campeones femenina (2008-act). (3) No incluye goles en partidos amistosos. |               |               |      |      |     |     |   |    |       |       |      |

### Selección
Actualizado al último partido jugado el 6 de septiembre de 2022.
| Sub-17 · España                                                                                            | 2009          | 1  | 0 | -  | - | 0  | 0  | 1  | 0  | 0    |
| Sub-17 · España                                                                                            | 2010          | 5  | 1 | 6  | 5 | 0  | 0  | 11 | 6  | 0.54 |
| Sub-17 · España                                                                                            | Total         | 6  | 0 | 6  | 5 | 0  | 0  | 12 | 6  | 0.50 |
| Sub-19 · España                                                                                            | 2011          | 3  | 0 | -  | - | 0  | 0  | 3  | 0  | 0    |
| Sub-19 · España                                                                                            | 2012          | 8  | 3 | -  | - | 0  | 0  | 8  | 3  | 0.38 |
| Sub-19 · España                                                                                            | Total         | 11 | 3 | 0  | 0 | 0  | 0  | 11 | 3  | 0.27 |
| Abs · España                                                                                               | 2013          | -  | - | -  | - | 1  | 0  | 1  | 0  | 0    |
| Abs · España                                                                                               | 2014          | -  | - | 2  | 0 | 1  | 2  | 3  | 2  | 0.67 |
| Abs · España                                                                                               | 2015          | 3  | 1 | -  | - | 3  | 5  | 6  | 6  | 1.00 |
| Abs · España                                                                                               | 2016          | 3  | 1 | -  | - | 3  | 3  | 6  | 4  | 0.67 |
| Abs · España                                                                                               | 2017          | -  | - | 2  | 0 | 1  | 3  | 3  | 3  | 1.00 |
| Abs · España                                                                                               | 2018          | -  | - | 3  | 1 | 5  | 0  | 8  | 1  | 0.12 |
| Abs · España                                                                                               | 2019          | -  | - | -  | - | 3  | 1  | 3  | 1  | 0.33 |
| Abs · España                                                                                               | 2020          | 2  | 0 | -  | - | 1  | 1  | 3  | 1  | 0.33 |
| Abs · España                                                                                               | 2021          |    |   | 1  | 0 | 2  | 0  | 3  | 0  | 0    |
| Abs · España                                                                                               | 2022          |    |   | 1  | 0 | 1  | 0  | 2  | 0  | 0    |
| Abs · España                                                                                               | Total         | 8  | 2 | 9  | 1 | 21 | 15 | 38 | 18 | 0.47 |
| Total carrera                                                                                              | Total carrera | 25 | 5 | 15 | 6 | 21 | 15 | 61 | 27 | 0.44 |
| (4) Se incluyen partidos en fases clasificatorias, no incluye Torneo de Exentos ni Torneo Desarrollo UEFA. |               |    |   |    |   |    |    |    |    |      |

#### Participaciones en Mundiales
| Competición     | Categoría | Sede              | Resultado        | Partidos | Goles |
| --------------- | --------- | ----------------- | ---------------- | -------- | ----- |
| Mundial de 2010 | Sub-17    | Trinidad y Tobago | Tercer puesto    | 6        | -6    |
| Mundial de 2019 | Absoluta  | Francia           | Octavos de final | 0        | 0     |
| Total           | –         | –                 | –                | 6        | -6    |

#### Participaciones en Eurocopas
| Competición                | Categoría          | Sede         | Resultado        | Partidos | Goles |
| -------------------------- | ------------------ | ------------ | ---------------- | -------- | ----- |
| Campeonato Europeo de 2010 | Sub-17             | Suiza        | Campeona         | 2        | 0     |
| Campeonato Europeo de 2012 | Sub-19             | Turquía      | Subcampeona      | 5        | -1    |
| Eurocopa Femenina 2017     | Selección absoluta | Países Bajos | Cuartos de final | 0        | 0     |
| Eurocopa Femenina 2022     | Selección absoluta | Inglaterra   | Cuartos de final | 0        | 0     |
| Total                      | –                  | –            | –                | 7        | -1    |

## Palmarés

### Campeonatos nacionales
| Título           | Club               | País   | Año     |
| ---------------- | ------------------ | ------ | ------- |
| Copa de la Reina | Atlético de Madrid | España | 2016    |
| Primera División | Atlético de Madrid | España | 2016-17 |
| Primera División | Atlético de Madrid | España | 2017-18 |
| Primera División | Atlético de Madrid | España | 2018-19 |
| Copa de la Reina | Atlético de Madrid | España | 2022-23 |

### Campeonatos internacionales
| Título            | Club (*)           | País     | Año     |
| ----------------- | ------------------ | -------- | ------- |
| Europeo Sub-17    | Selección española | Suiza    | 2010    |
| Copa de Chipre    | Selección española | Portugal | 2018    |
| Liga de Campeones | Olympique de Lyon  | España   | 2019-20 |

### Distinciones individuales
| Distinción                                               | Año  |
| -------------------------------------------------------- | ---- |
| Mejor jugadora del Campeonato Europeo Sub-17             | 2010 |
| Guante de Oro de la Copa Mundial de 2017                 | 2010 |
| Once Femenino Fútbol Draft                               | 2010 |
| Once Femenino Fútbol Draft                               | 2013 |
| Once ideal de la Jornada 21 de Primera Iberdrola         | 2020 |
| Mejor jugadora del Atlético de Madrid del mes de mayo    | 2024 |
| Trofeo Zamora                                            | 2024 |
| Mejor jugadora del Atlético de Madrid del mes de octubre | 2024 |